# Comunità montana della Murgia Barese Nord-Ovest
La Comunità montana della Murgia Barese Nord-Ovest è stata una comunità montana che comprendeva 4 comuni della ex provincia di Bari e della provincia di Barletta-Andria-Trani, facenti parte dell'area delle Murge. La sede era ubicata a Ruvo di Puglia.

## Soppressione
Assieme a tutte le comunità montane pugliesi, è stata soppressa l'8 gennaio 2009, con un decreto del presidente della Giunta della regione Puglia, Nichi Vendola.
Il 24 luglio 2009, a seguito delle motivazioni di una sentenza della Corte Costituzionale in base ad un ricorso di Veneto e Toscana, la legge regionale che scioglieva gli enti viene dichiarata incostituzionale.
Nel 2010 la Regione Puglia approva un nuovo provvedimento che sopprime definitivamente l'ente. In seguito, ha altresì provveduto alla nomina di un commissario liquidatore.

## Comuni
Ne facevano parte i comuni di:
| Rank   | Comune          | Superficie (km²) | Abitanti | Densità (ab./km²) | Altitudine (m s.l.m.) | Frazioni  |
| ------ | --------------- | ---------------- | -------- | ----------------- | --------------------- | --------- |
| 1      | Ruvo di Puglia  | 223,83           | 25.534   | 114,08            | 266                   | Calendano |
| 2      | Minervino Murge | 257,41           | 8.981    | 34,89             | 429                   |           |
| 3      | Spinazzola      | 184,01           | 6.584    | 35,78             | 435                   |           |
| 4      | Poggiorsini     | 43,44            | 1.450    | 33,38             | 460                   |           |
| Totali |                 | 708,69           | 42.549   |                   |                       |           |

I dati sono aggiornati al 01/01/2016